# Fadeless
A Fadeless a Gazette japán visual kei rockegyüttes huszonkettedik kislemeze, amely 2013. augusztus 21-én jelent meg Japánban a Sony Music Records gondozásában. A lemez két kiadásban,  az Optical Impression és az Auditory Impression verziókban jelent meg. Az előbbi a Fadeless és a Quiet című dalokat, valamint a Fadeless videóklipjét szerepeltető DVD-t tartalmazza, míg az utóbbin egy bónuszszám, a Forbidden Beaver kapott helyet.
A lemez a negyedik helyezést érte el a japán Oricon heti eladási listáján.

## Számlista

### Fadeless: Optical Impression
1. lemez
1. Fadeless - 4:05
2. Quiet - 5:23

2. lemez (DVD)
1. Fadeless (videóklip) - 4:16

### Fadeless: Auditory Impression
1. Fadeless - 4:05
2. Quiet - 5:23
3. Forbidden Beaver - 3:31